# Мірський замок
Мірський замок (біл. Мірскі замак) — один з найкращих пам'ятників середньовічного білоруського зодчества, внесений до Світової спадщини ЮНЕСКО (з 2000 року). Розташований в міському селищі Мір Корелицького району Гродненської області, на правому березі річки Міранки. Зараз Мірський замок — один з найпопулярніших і найвідвідуваніших музейних об'єктів Білорусі.
Замковий комплекс включає в себе: замок, земляні вали, англійський пейзажний парк та реконструкцію італійського саду, ставок, флігель і каплицю-усипальницю Святополк-Мірських, будиночок сторожа і придорожню каплицю.
Всі елементи замку становлять цілісну архітектурну композицію, що створює закінчений образ неповторної споруди, яка не мала собі подібних на землях балтійського регіону, Польщі та Росії. Комплекс Мірського замку і сьогодні дивує своєю архітектурною гармонією, раціоналізмом і продуманістю оборонних споруд, простотою і лаконізмом форм.

## Історія

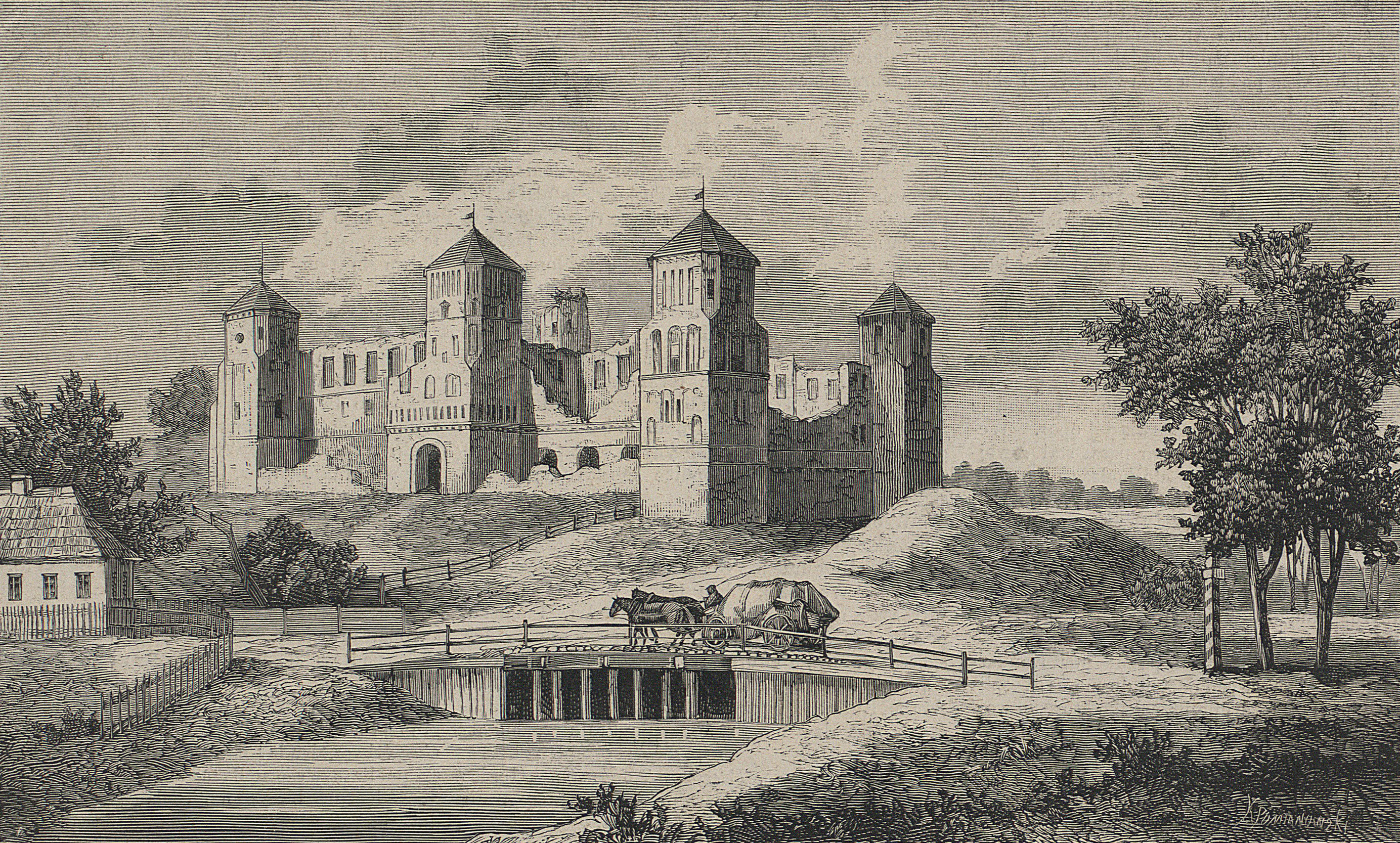
Наполеон Орда, 1877, Мірський замок

Мирський замок — кам'яна будівля, основна частина якого споруджена в XVI—XVII ст. Замок оточує рівнинна місцевість, неподалік від замку протікає річка Міранка.
Був збудований, за різними даними, близько 1510 чи близько 1522 року маршалком господарським і надвірним литовським Юрієм Іллінічем.
До 1568 року господарями були князі Іллінічі, потім — Радзивілли (до 1828 р.), Вітгенштейни (до 1891 р.). Останніми власниками замку були Святополк-Мірські (до 1939 р.).
У 1939 році, після об'єднання Західної Білорусі з БРСР, Мирський замок був націоналізований. До 1941 року в ньому розміщувалася виробнича артіль, а в часи німецької окупації — єврейське гетто і табір для військовополонених. Після визволення в 1944 році і до 1956 року в замку жили люди, що призвело до часткової втрати оздоблення його інтер'єрів.
У 1947 році замок взятий під охорону держави. У січні 1987 року став філією Державного художнього музею БССР. У 1988 році йому присвоєно статус історико-культурної цінності національного значення. У жовтні 1992 року з'явилася музейна експозиція в південно-західній вежі, а в 1995 році відкрита в'їзна вежа. У 2010 році завершено реконструкцію.

## Реставрація
Першим варіантом проекту реконструкції замку з адаптацією його для розміщення художнього професійно-технічного закладу був запропонований на початку 1980-х років архітекторами О. Атасом, С. Веремейчиком, В. Калніним і археологом А. О. Трусовим.

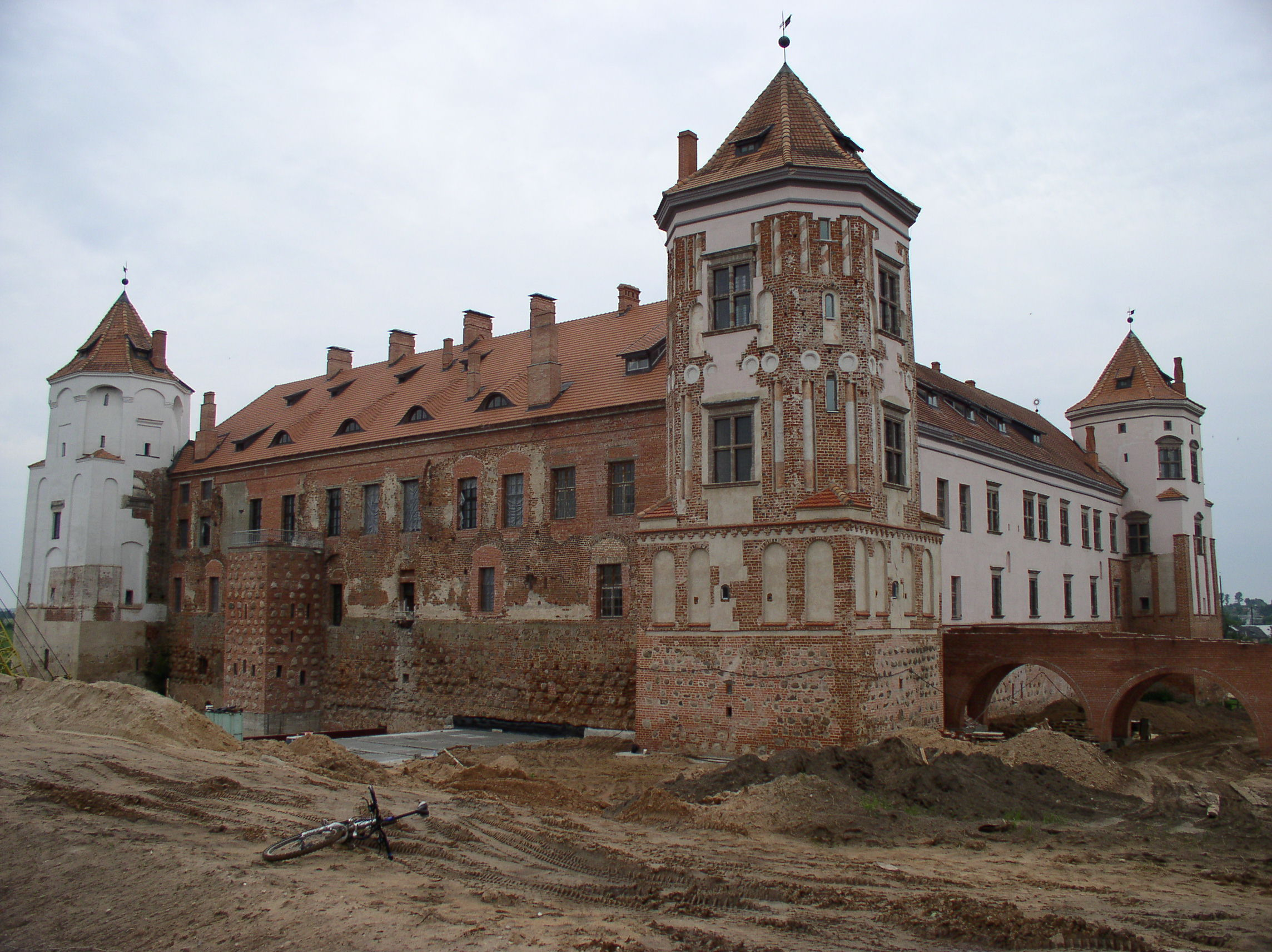
Замок під час реставрації, східна сторона, 2005 рік

Питання реставрації Мирського замку піднімалось в жовтні 1982 року на регіональній конференції Радянського комітету ІКОМОС (республік Радянської Прибалтики і Білоруської РСР) в Клайпеді. 25 липня 1983 року відбулася урочиста закладка в південну стіну замку цегли з датою початку реставрації пам'ятника. Цю почесну місію було доручено студентському будівельному загону «Спадщина» Гродненського університету.
12 квітня 1993 року, з великою пишнотою, у присутності керівників незалежної Білорусі, відбулося відкриття першої експозиції в реставрованій південно-західній вежі, а за результатами робіт в тому ж році Мирський замок був удостоєний Дипломом відзнаки престижної міжнародної організації Europa Nostra. Надалі наукова концепція реставрації і пристосування замку доповідалося експертами ЮНЕСКО, які відвідали Мірський замок з метою визначення відповідності розглянутого об'єкта критеріям Всесвітньої культурної та природної спадщини ЮНЕСКО.  У 2000 році замковий комплекс був включений до Списку спадщини ЮНЕСКО.
У 1987 Мирський замок був переданий Національному художньому музею Республіки Білорусь, який приступив до створення концепції майбутньої музейної експозиції. У 2002 році на колегії Міністерства культури концепцію було розглянуто і схвалено; в серпні того ж року вона була надрукована в газеті «Культура.

## Архітектура замку

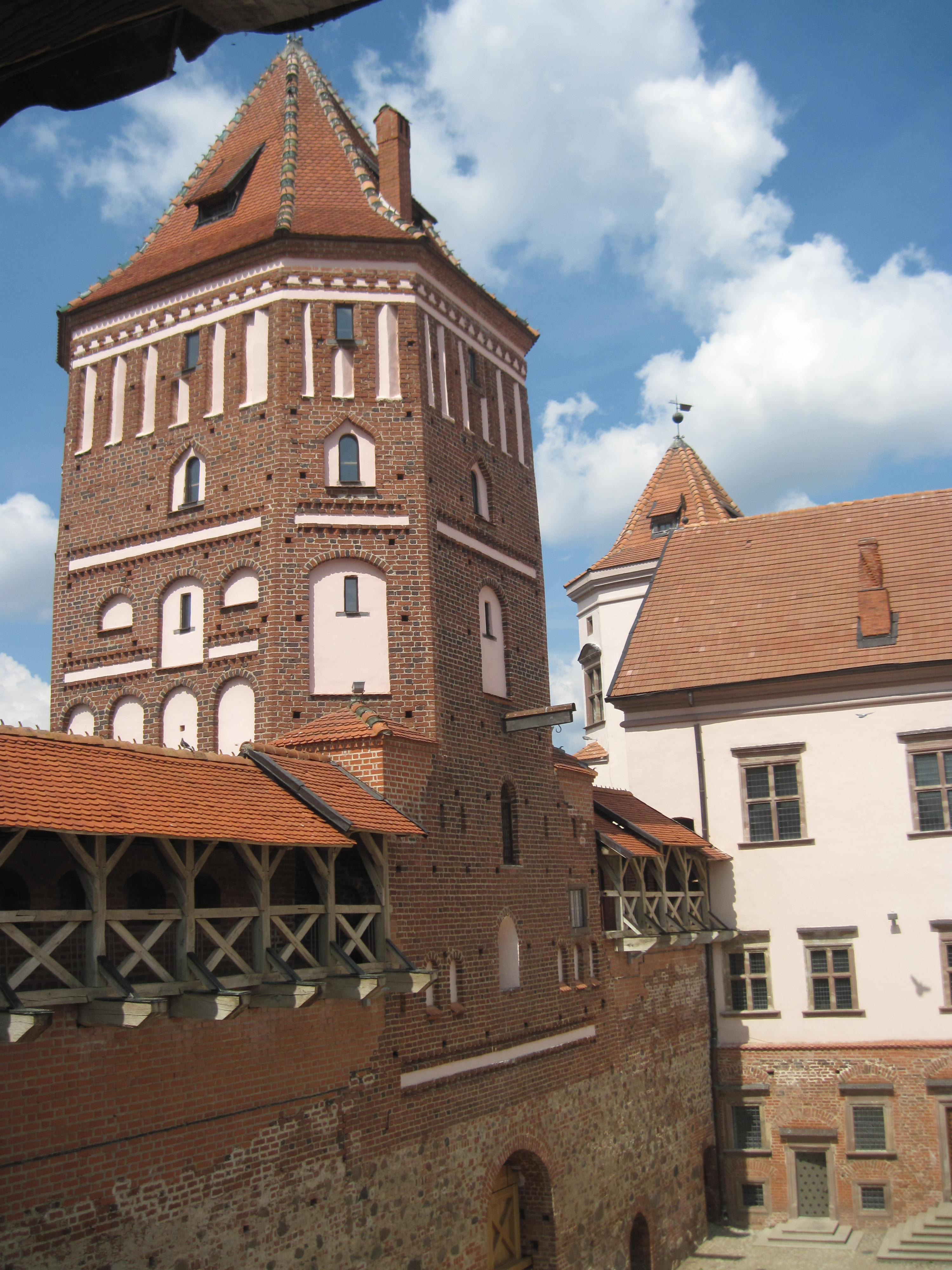
В'їзна вежа. Вид з боку замкового двору

Замок являє собою квадратну в плані будівлю з виступаючими по кутах потужними вежами заввишки близько 25 метрів. П'ята, західна башта, є в'їзною, і колись мала підйомний міст через широкий рів. Товщина стін сягала 3 метрів при висоті близько 13 м.
У пластичному оформленні замку використані характерні для білоруської готики образотворчі засоби: готична кладка з вмурованим камінням і використанням клінкерної цегли, поділ стін різноманітними за формою відштукатуреними нішами, орнаментальні цегляні пояси. Внутрішні площини ніш, тяг і поясів було оштукатурено в білий колір, що в поєднанні з темночервоною фактурою основного поля цегляних стін і темними амбразурами, значною мірою сприяло чіткості його архітектури.
Незважаючи на оригінальність вигляду Мірського замку, за своєю схемою він нагадує цегляні замки-монастирі Північної Польщі та Балтії і монастирські фортеці Молдови та Румунії.

## Цікаві факти

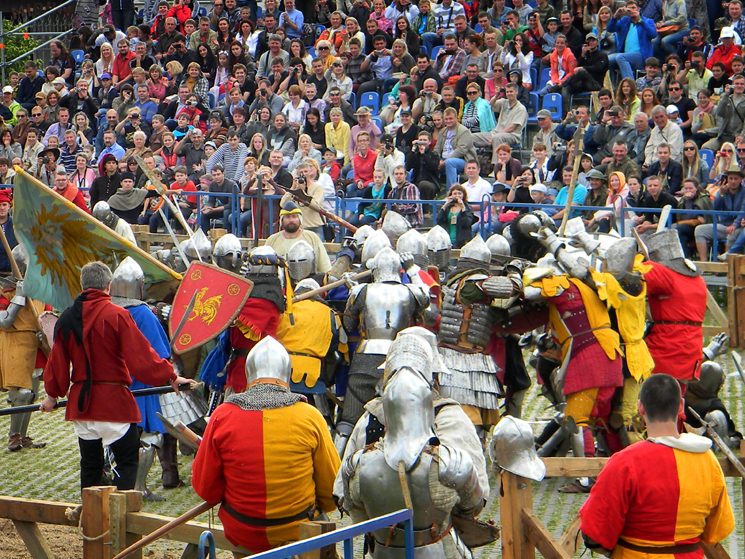
Фестиваль «Спадщина віків» під стінами замку

- В поемі Адама Міцкевича «Пан Тадеуш» дається опис вигаданого «Замку Горешко», який дослідники творчості поета ототожнюють з Мірським замком.
- У 2012 році замковий комплекс «Мір» відвідало 275,5 тис. людей, що дозволило йому зайняти четверте місце за популярністю серед музеїв країни.[10]
- Довгий час вважалося, що замок був побудований наприкінці 15 ст., тому в 1995 році навіть було відсвятковано 500-річчя побудови замку. Цю дату виставив в 30-ті роки минулого століття місцевий історик-любитель А. Снежка. У Вільнюсі збереглася його рукописна монографія про Світ і околиці. Однак значна частина тексту — довільна переробка численних відомостей як місцевого походження, так і з друкованих джерел, тому наукова достовірність цих записів вважається досить хиткою. Більшість сучасних дослідників вважають, що замок почали будувати після 1522 року.[11]
- Територія комплексу Мірського замку багато разів ставала основою сюжетних ліній різнопланових кінострічок, а сам замок виступав мальовничою декорацією. Першою стрічкою, знятою ще в далекому 1928 році в стінах замку, був фільм Річарда Ординського, який однак зберігся не повністю і частково був відновлений вже в наш час. Мірський замок і його околиці присутні у фільмах: «Через кладовище» (1964), «Східний коридор» (1966), «Лісу боятися — щастя не видать» (1973), «Три веселих зміни» (1977), «Пані Марія» (1979), «Шляхтич Завальна, чи Білорусь у фантастичних оповіданнях» (1994), «Ермолови» (2008), «Снайпер. Зброя відплати» (2008-2009), «1812: уланська балада» (2012)[12]
- Мірський замок зображений на банкноті Національного банку номіналом в 50 000 білоруських рублів.
- На лицьовій стороні намальований власне замок з південно-західного боку, а на зворотному показаний декоративний колаж з архітектурних елементів замку.[13] До речі, з самою купюрою вийшов конфуз: в мікротексті замість слів «МІРСКІ ЗАМАК» написано «МИРСКІ ЗАМАК», що є звичайною орфографічною помилкою.[14]

## Галерея

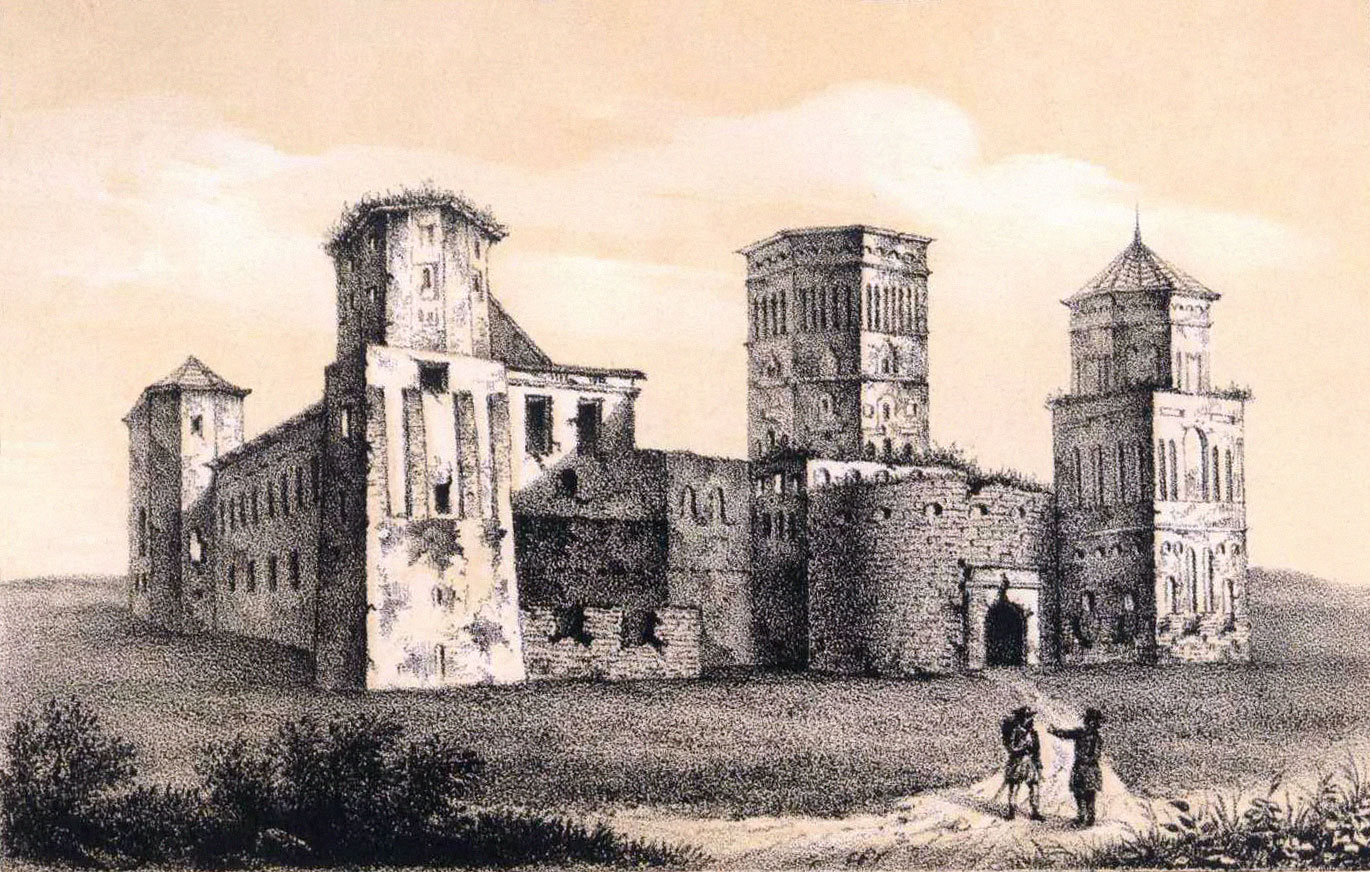
Худ. Канут Русецький. Мірський замок. 1853.
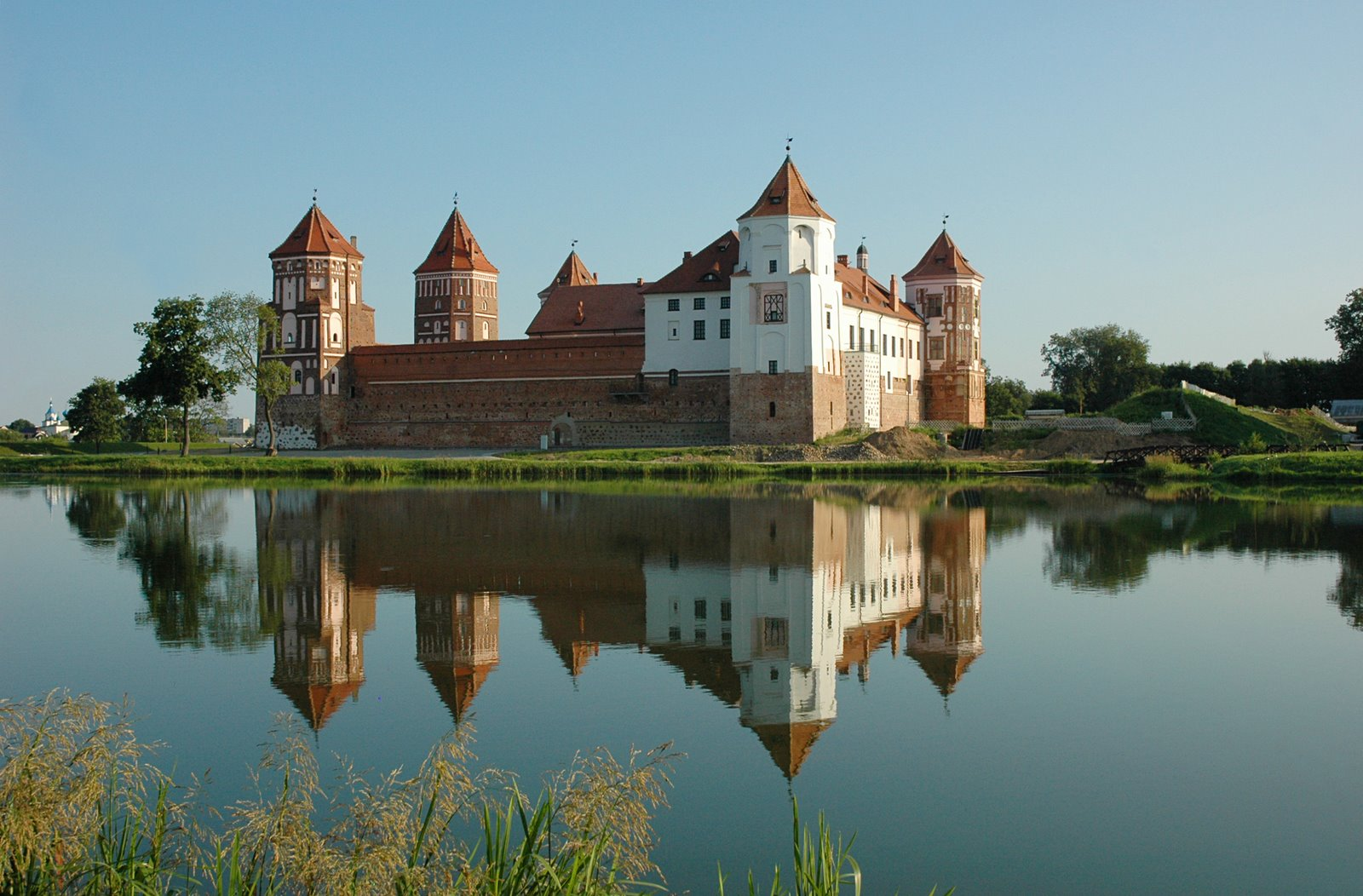
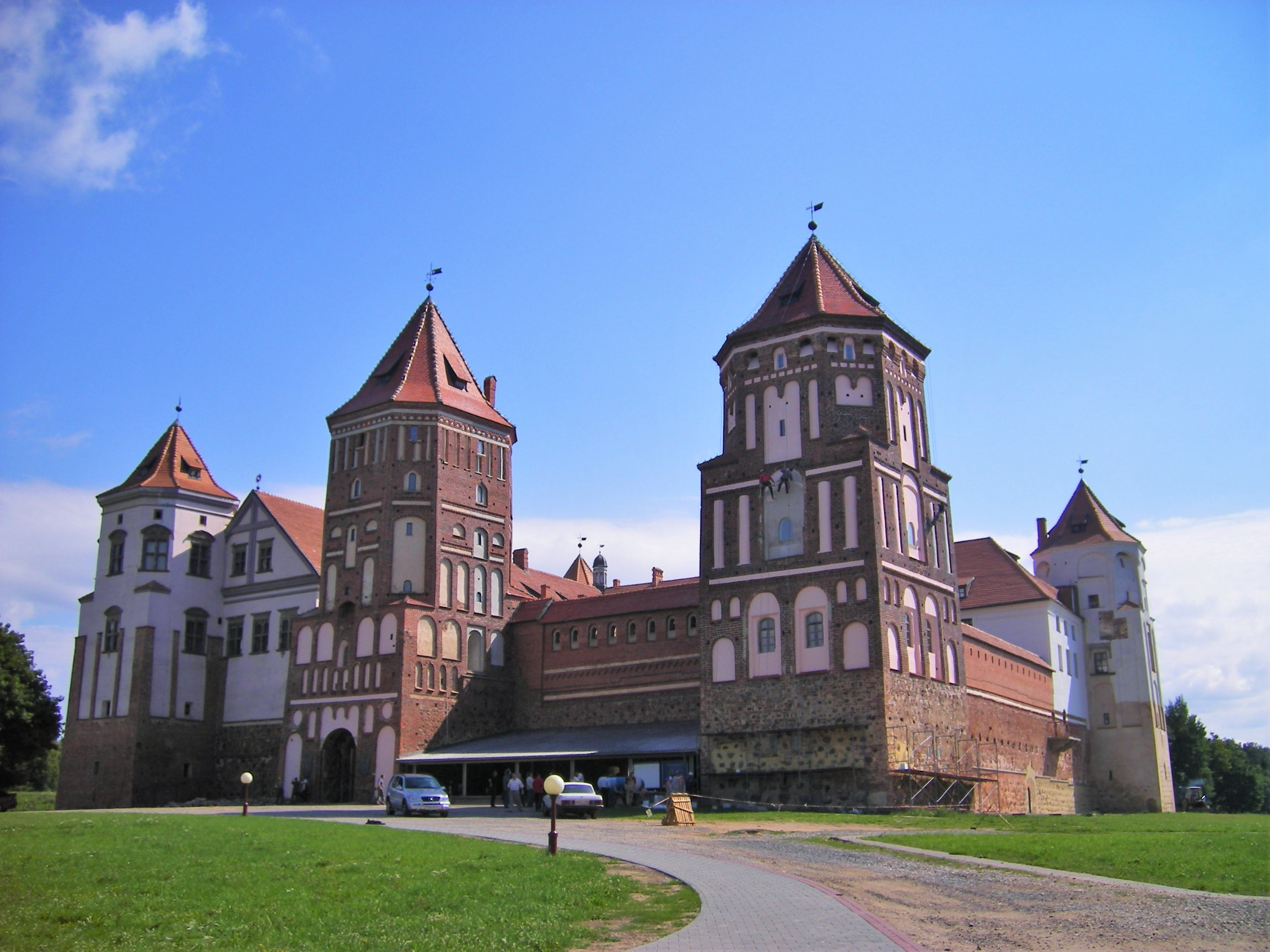
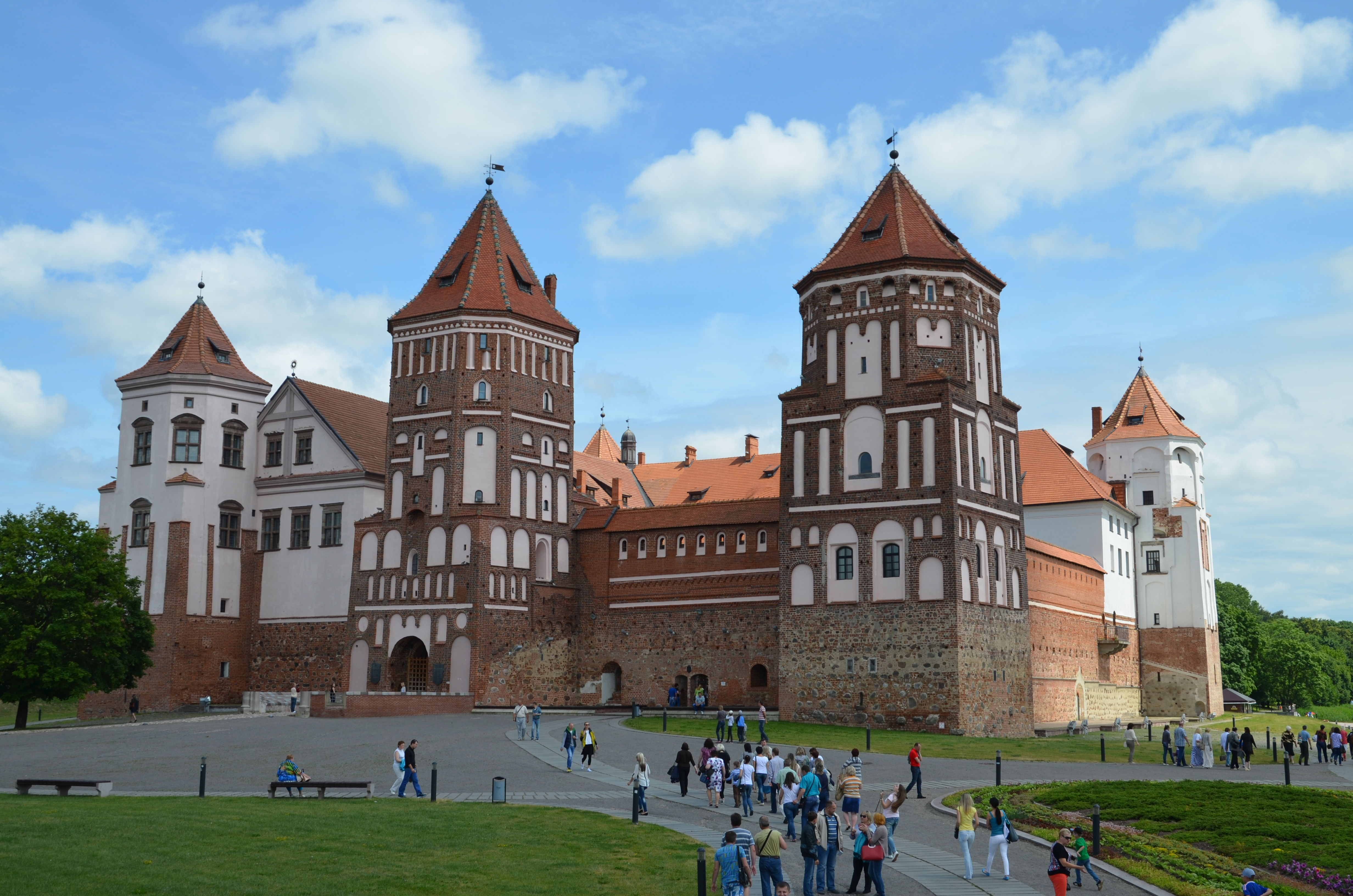
Мірський замок
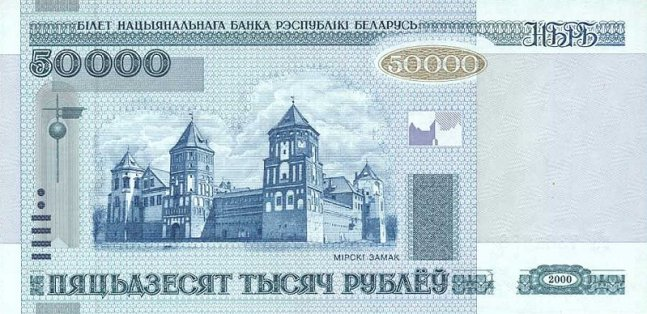
Банкнота у 50 000 білоруських рублів зразка 2000 року із зображенням Мірського замку
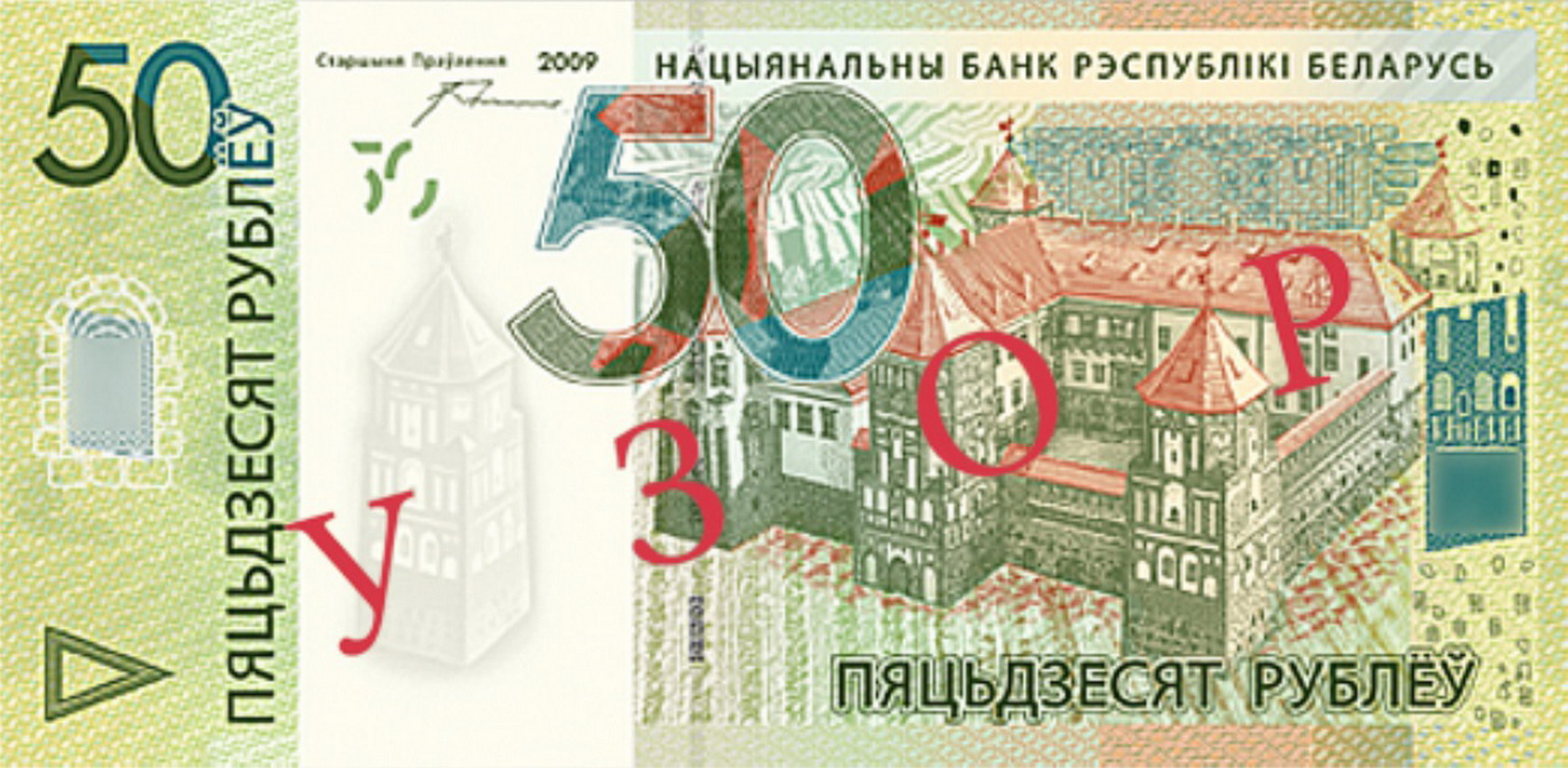
Банкнота у 50 білоруських рублів із зображенням Мірського замку